# Emil von Jordan
Paul Friedrich Emil Jordan, ab 1862 von Jordan (* 15. Juli 1840 auf Gut Schönau, Landkreis Glogau, Niederschlesien; † 11. März 1922 auf Gut Obisch, Landkreis Glogau) war ein königlich preußischer Ehren-Landesältester.

## Leben
Jordan studierte an der Universität Bonn. 1863 wurde er Mitglied des Corps Palatia Bonn. Nach dem Studium wurde er Gutsherr auf Schönau und Pächter der Domänen Klein-Obisch mit Groß-Schwein und Tauer (alle Landkreis Glogau), königlich preußischer Amtsrat und Ehren-Landesältester. Er war von 1907 bis 1918 Mitglied des Preußischen Herrenhauses.

## Familie

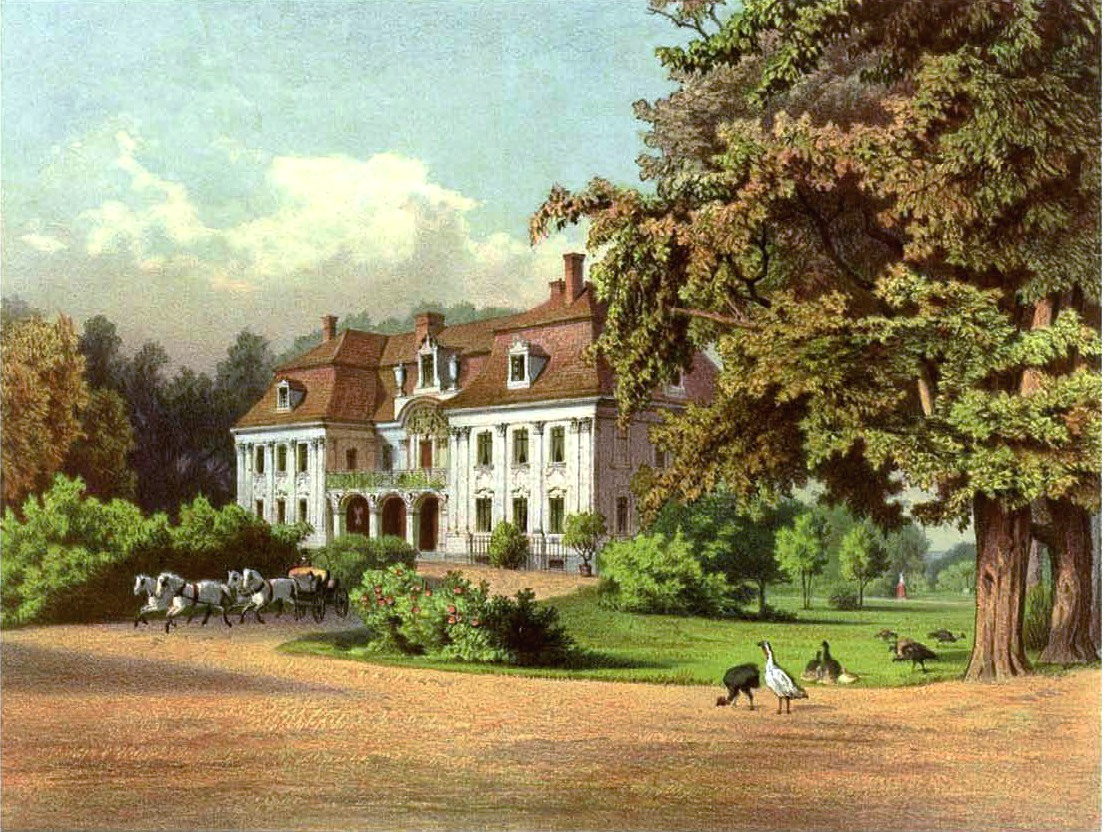
Schloss Deichslau um 1869/70, Sammlung Alexander Duncker

Er entstammte einer südfranzösischen Hugenottenfamilie Jordan, die über die Schweiz nach Berlin kam, und war der Sohn des am 26. Juli 1862 in Babelsberg in den preußischen Adelsstand erhobenen königlich preußischen Legationsrats Moritz von Jordan (1798–1862), Gutsherr auf Schönau, und dessen zweiter Ehefrau Agnes Coqui (* 11. November 1817 in Hamburg; † 18. April 1891 auf Gut Schönau), die Tochter des Hamburger Kaufmanns Friedrich Coqui und der Anna Juliana Meyer.
Jordan heiratete am 16. Oktober 1866 auf Gut Deichslau Hedwig Metscher (* 10. April 1844 auf Gut Klein Obisch, Landkreis Glogau; † 11. Februar 1911 ebenda), die Tochter des königlich preußischen Amtsrats und Gutsbesitzers Emil Metscher, Gutsherr auf Deichslau, und der Antonie Fischer.